# Asylum Years
The Asylum Years, або, як зазначено на обкладинці, просто Asylum Years — компіляція автора-виконавця Тома Вейтса, виданий в 1986 році. Містить найпопулярніші пісні з альбомів періоду Asylum Records, виключаючи концертний альбом Nighthawks at the Diner. Трек-лист більш ніж на половину повторює попередній збірник — Anthology of Tom Waits.

## Список композицій
| #   | Назва                                                                   | Перше видання                                 | Тривалість |
| --- | ----------------------------------------------------------------------- | --------------------------------------------- | ---------- |
| 1.  | «Diamonds on My Windshield»                                             | на альбомі The Heart of Saturday Night (1974) | 3:08       |
| 2.  | «(Looking For) The Heart of Saturday Night»                             | на альбомі The Heart of Saturday Night (1974) | 3:55       |
| 3.  | «Martha»                                                                | на альбомі Closing Time (1973)                | 4:29       |
| 4.  | «The Ghosts of Saturday Night (After Hours at Napoleone's Pizza House)» | на альбомі The Heart of Saturday Night (1974) | 3:14       |
| 5.  | «Grapefruit Moon»                                                       | на альбомі Closing Time (1973)                | 4:49       |
| 6.  | «Small Change»                                                          | на альбомі Small Change (1976)                | 5:05       |
| 7.  | «Burma Shave»                                                           | на альбомі Foreign Affairs (1977)             | 6:33       |
| 8.  | «I Never Talk to Strangers»                                             | на альбомі Foreign Affairs (1977)             | 3:41       |
| 9.  | «Tom Traubert's Blues»                                                  | на альбомі Small Change (1976)                | 6:34       |
| 10. | «Blue Valentines»                                                       | на альбомі Blue Valentine (1978)              | 5:54       |
| 11. | «Potter's Field»                                                        | на альбомі Foreign Affairs (1977)             | 8:44       |
| 12. | «Kentucky Avenue»                                                       | на альбомі Blue Valentine (1978)              | 4:51       |
| 13. | «Somewhere»                                                             | на альбомі Blue Valentine (1978)              | 3:53       |
| 14. | «Ruby's Arms»                                                           | на альбомі Heartattack and Vine (1980)        | 5:35       |